# Fuenteliante
Fuenteliante è un comune spagnolo di 145 abitanti situato nella comunità autonoma di Castiglia e León.